# Karina Jetten
Karina Jetten (* 5. Oktober 1971 in den Niederlanden) ist eine niederländische Karambolagespielerin in der Disziplin Dreiband.

## Karriere
In den Niederlanden geboren, lebt Jetten in Berneau, Belgien. Sie begann, wie viele Karambolagespieler mit den klassischen Disziplinen Freien Partie und Cadre, wechselte aber 2006 dann komplett zum Dreiband, nachdem sie von der Union Mondiale de Billard (UMB) eine Wildcard für die Dreiband-Weltmeisterschaft der Damen erhalten hatte. Bis 2010 war der niederländische Bundestrainer und Europameister Christ van der Smissen ihr Trainer. Ihre Freundin Therese Klompenhouwer ist auch zugleich ihre ärgste Konkurrentin, die meist Siegerin im direkten Zweikampf ist. Ihr größter Erfolg ist der 2. Platz bei der Weltmeisterschaft in Sivas (Türkei) 2008, bei der sie das Finale gegen Orie Hida verlor. Bei der Europameisterschaft belegte sie 2009 und 2013 den 2. Platz (beide Male im Finale gegen Therese Klompenhouwer) und 2007 und 2011 den 3. Platz. Bei der niederländischen Dreiband-Meisterschaft belegte sie 2009, 2011, 2012, 2013, 2014 und 2016 den 2. Platz, auch jeweils hinter Klompenhouwer. Seit Oktober 2019 spielt sie in der 1. Bundesliga Dreiband für den BC Fuhlenbrock, beidem auch Roland Forthomme unter Vertrag steht.

## Erfolge
- Dreiband-Weltmeisterschaft der Damen:  2008
- Dreiband-Europameisterschaft der Damen:  2011, 2013, 2020  2007, 2009, 2016, 2022
- Niederländische Dreiband-Meisterschaft der Damen:  2009, 2011, 2012, 2013, 2014, 2016
- European Ladies Cup:  2016
- Femina Belgian Open:  2013

Quellen: 